# Vias rápidas interurbanas de Espanha
As seguintes autovías são parte da RCE, gerida pelo Governo de Espanha, em concreto pela Direcção Geral de Estradas do Ministério do Fomento. As autovías são iguais às autopistas, com a única diferença que as autovías são gratuitas e as autopistas geralmente não.
| Via | Denominação da Via                                  | Itinerário |
| --- | --------------------------------------------------- | --- |
|     | Via rápida do Norte                                 | Madrid - Burgos, (N-I), Miranda de Ebro - Armiñón - Vitoria - Irún |
|     | Via rápida do Nordeste                              | Madrid - Guadalajara - Medinaceli - Calatayud - Zaragoza - Alfajarín, (N-II), Fraga - Lérida - Cervera - Igualada - Barcelona |
|     | Via rápida do Este                                  | Madrid - Arganda del Rey - Tarancón - Atalaya del Cañavate - Motilla del Palancar - Utiel - Requena - Valência |
|     | Via rápida do Sul                                   | Madrid - Córdoba - Sevilla, Jerez de la Frontera, El Puerto Sta. Mª - A-48 |
|     | Via rápida do Sudoeste                              | Madrid - Mérida - Badajoz - Portugal |
|     | Via rápida do Noroeste                              | Madrid - Villalba, Adanero - Tordesillas - Benavente - Ponferrada - Lugo - Corunha |
|     | Via rápida do Mediterrâneo                          | Altafulla - * - Tarragona - Vila-seca - * - L'Hospitalet de l'Infant - * - Vandellós - * - CV-10 Pobla Tornesa - Bechí - Nules - Villavieja - Sagunto - Puçol - Valência - Silla - Játiva - Albaida - * - Alcoy - San Vicente del Raspeig, Elche - Crevillent - Múrcia - Almería - Adra - * - Motril - * - Almuñécar - * - Nerja - Málaga - Algeciras |
|     | Via rápida do Cantábrico                            | Bilbao - Solares - * - Torrelavega - Unquera - * - Llanes - Gijón - * - Baamonde |
|     | Via rápida da Barranca                              | Irurzun - Alsasua |
|     | Autovía del Duero                                   | Soria - * - Valladolid - Zamora - * - Portugal |
|     | Autovía del Camino de Santiago / Autovía del Camino | Pamplona - Logroño - * - Burgos - León |
|     | Autovía Logroño-L.P. Navarra                        | Logroño - Viana |
|     | Autovía Lérida-Francia                              | Lérida - * - Viella - * - Francia |
|     | Autovía de Navarra / Autovía del Leizarán           | Medinaceli - * - Almazán - * - Soria - * - Tudela / Irurzun - Andoain |
|     | -                                                   | - |
|     | -                                                   | - |
|     | -                                                   | - |
|     | -                                                   | - |
|     | -                                                   | - |
|     | Autovía del Pirineo                                 | Pamplona - * - Jaca |
|     | Autovía Huesca-Lérida                               | Huesca - * - Lérida |
|     | Autovía Mudéjar                                     | Sagunto - Teruel - Zaragoza - Huesca - * Jaca - * - Somport - * - Francia |
|     | Autovía Daroca-Burgos                               | Daroca - * - Calatayud - * - Soria - * - Burgos |
|     | -                                                   | - |
|     | Autovía del Eje Pirenaico                           | Figueras - * - Olot |
|     | Autovía Tarragona - Montblanc                       | Tarragona - * - Montblanc-*-A-22 |
|     | -                                                   | - |
|     | -                                                   | - |
|     | Autovía de Murcia                                   | Albacete - Múrcia - Cartagena |
|     | Autovía de Alicante                                 | Atalaya del Cañavate - Albacete - Almansa - Alicante |
|     | Autovía Linares-Albacete                            | Bailén - * - Linares - * - Albacete |
|     | Autovía Cieza-Fuente la Higuera                     | Cieza - * - Yecla - * - Fuente la Higuera |
|     | -                                                   | - |
|     | Autovía Almansa-Játiva                              | Almansa - Játiva |
|     | -                                                   | - |
|     | -                                                   | - |
|     | Autovía de Castilla-La Mancha                       | Maqueda - Toledo - * - Ocaña - * - Tarancón - * - Cuenca - * - Teruel |
|     | Autovía de Toledo                                   | Madrid - Toledo |
|     | Autovía Extremadura-Comunidad Valenciana            | Mérida - * - Ciudad Real - Manzanares - * - Argamasilla de Alba - Tomelloso - * - San Clemente - Atalaya del Cañavate |
|     | Autovía de Sierra Nevada                            | Bailén - Jaén - Granada - Motril |
|     | Autovía de Málaga                                   | Córdoba - encinas Reales - * - Antequera - Málaga |
|     | Autovía A-47                                        | Sevilla - * - Rosal de la Frontera - Portugal |
|     | Autovía Costa de la Luz                             | Cádiz - Algeciras |
|     | Autovía del Quinto Centenario                       | Sevilla - Huelva - Ayamonte - Portugal |
|     | Autovía de la Cultura                               | Ávila - * - Salamanca |
|     | Autovía A-51                                        | AP-51 N-110 Avila Norte - N-110 Ávila Sur |
|     | Autovía de las Rías Bajas                           | Benavente - Ourense - Porriño - A-55 - * - Vigo |
|     | Autovía Santiago-Lugo                               | Santiago - Aeroporto de Santiago-Rosalía de Castro - * - Lugo - * - A-6 |
|     | Autovía del Atlántico                               | Vigo - Tuy - Portugal |
|     | Autovía Lugo - Ourense                              | Guntín de Pallares - * - Ourense |
|     | Autovía A-57                                        | Pontevedra - * - Ponteareas - * - A-52 |
|     | Autovía Trujillo-Cáceres                            | Trujillo - * - Cáceres |
|     | -                                                   | - |
|     | Autovía Valladolid-León                             | Valladolid - * - León |
|     | Autovía de Castilla                                 | Burgos - Valladolid - Salamanca - Fontes de Onor - Portugal |
|     | Autovía Oviedo-La Espina                            | Oviedo - La Espina |
|     | Autovía Oviedo-Villaviciosa                         | Villaviciosa - Oviedo |
|     | Autovía Benavente-Palencia                          | Benavente - * - Palencia |
|     | Autovía Ruta de la Plata                            | Gijón - Oviedo - Campomanes, León - * - Zamora - * - Salamanca - * - Cáceres - * - Badajoz - * - Sevilla |
|     | Autovía Cantabria-Meseta                            | Venta de Baños - Palencia - Frómista - * - Aguilar de Campoo - Reinosa - Pesquera - * - Molledo - Torrelavega - Santander |
|     | Autovía del Ebro                                    | Vinaròs - * - Morella - * - Valdealgorfa - * - Alcañiz - * - Zaragoza - * -Tudela - * - Logroño - * - Miranda de Ebro |
|     | Autovía A-72                                        | Monforte de Lemos - * - Chantada |
|     | Autovía de Burgos - Aguilar de Campoo               | Burgos - * - Aguilar de Campoo |
|     | Autovía A-74                                        | Almadén - * - A-43 |
|     | Autovía A-75                                        | Verín (A-52) - * - Feces de Abajo com a fronteira portuguesa. |
|     | Autovía Ponferrada-Ourense                          | Ponferrada - * - Ourense |
|     | Autovía del Sella                                   | Ribadesella - * - Cangas de Onís |
|     | Autovía A-91                                        | Puerto Lumbreras - Vélez Rubio |

(* em construção o projecto)